# Shkodër (distrikt)
Shkodër er et distrikt i amtet Shkodër i det nordvestlige Albanien. Distriktet grænser mod ved Adriaterhavet, Montenegro samt distrikterne Malësi e Madhe, Tropojë, Pukë og Lezhë. Administrationsbyen er Shkodër ved Shkodërsøen. Distriktet er på 1.631 km² og har 185.646 indbyggere (år 2010).

42°05′00″N 19°38′00″Ø / 42.083333333333°N 19.633333333333°Ø